# 6566 Shafter
6566 Shafter eller 1992 UB2 är en asteroid i huvudbältet som upptäcktes den 25 oktober 1992 av den japanska astronomen Takeshi Urata vid Nihondaira-observatoriet. Den är uppkallad efter amerikanen Allen Shafter.
Den tillhör asteroidgruppen Flora.